# Gouden Luipaard

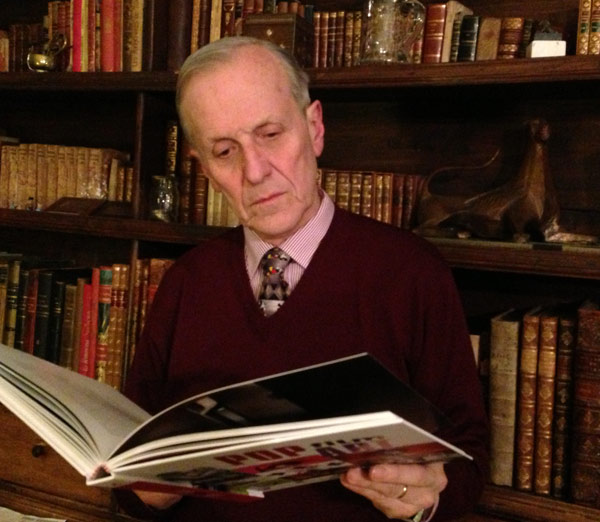
Corrado Farina met de Gouden Luipaard

De Gouden Luipaard (Italiaans: Pardo d'oro) is de hoofdprijs van het Internationaal filmfestival van Locarno. Een professionele jury bepaalt welk opkomend talent wordt bekroond. De Gouden Luipaard kreeg zijn huidige naam in 1968. 
In 1946 en 1947 was de hoofdprijs Beste Film en daarna stond de prijs bekend als het Gouden Zeil. In 1951 en 1956 werd er geen festival georganiseerd en in 1982 werd er geen prijs uitgereikt. In 1959 kreeg de winnende film een prijs voor Beste Regie. 
René Clair en Jiří Trnka zijn de enige regisseurs die de prijs twee keer hebben gewonnen. 

## Prijswinnaars
| Jaar                | Film                                       | Regisseur                | Land                                          |
| ------------------- | ------------------------------------------ | ------------------------ | --------------------------------------------- |
| 1946 (1ste editie)  | And Then There Were None                   | René Clair               | Verenigde Staten                              |
| 1947 (2de editie)   | Le silence est d'or                        | René Clair               | Frankrijk                                     |
| 1948 (3de editie)   | Deutschland im Jahre Null                  | Roberto Rossellini       | Italië                                        |
| 1949 (4de editie)   | La Ferme des sept péchés                   | Jean Devaivre            | Frankrijk                                     |
| 1950 (5de editie)   | When Willie Comes Marching Home            | John Ford                | Verenigde Staten                              |
| 1952 (6de editie)   | Hunted                                     | Charles Crichton         | Verenigd Koninkrijk                           |
| 1953 (7de editie)   | The Glass Wall                             | Maxwell Shane            | Verenigde Staten                              |
| 1953 (7de editie)   | Julius Caesar                              | Joseph L. Mankiewicz     | Verenigde Staten                              |
| 1953 (7de editie)   | Kompozitor Glinka                          | Grigori Aleksandrov      | Sovjet-Unie                                   |
| 1954 (8ste editie)  | Bajaja                                     | Jiří Trnka               | Tsjecho-Slowakije                             |
| 1954 (8ste editie)  | Les Fruits sauvages                        | Hervé Bromberger         | Frankrijk                                     |
| 1954 (8ste editie)  | Jigokumon                                  | Teinosuke Kinugasa       | Japan                                         |
| 1954 (8ste editie)  | Le Mouton à cinq pattes                    | Henri Verneuil           | Frankrijk                                     |
| 1954 (8ste editie)  | Rotation                                   | Wolfgang Staudte         | Duitse Democratische Republiek                |
| 1955 (9de editie)   | Císařův slavík                             | Jiří Trnka               | Tsjecho-Slowakije                             |
| 1955 (9de editie)   | Carmen Jones                               | Otto Preminger           | Verenigde Staten                              |
| 1957 (10de editie)  | Il grido                                   | Michelangelo Antonioni   | Italië                                        |
| 1957 (10de editie)  | The Young Stranger                         | John Frankenheimer       | Verenigde Staten                              |
| 1958 (11de editie)  | Ten North Frederick                        | Philip Dunne             | Verenigde Staten                              |
| 1959 (12de editie)  | Killer's Kiss                              | Stanley Kubrick          | Verenigde Staten                              |
| 1960 (13de editie)  | Il bell'Antonio                            | Mauro Bolognini          | Italië                                        |
| 1961 (14de editie)  | Nobi                                       | Kon Ichikawa             | Japan                                         |
| 1962 (15de editie)  | Un cœur gros comme ça                      | François Reichenbach     | Frankrijk                                     |
| 1963 (16de editie)  | Transport z ráje                           | Zbyněk Brynych           | Tsjecho-Slowakije                             |
| 1964 (17de editie)  | Černý Petr                                 | Miloš Forman             | Tsjecho-Slowakije                             |
| 1965 (18de editie)  | Four in the Morning                        | Anthony Simmons          | Verenigd Koninkrijk                           |
| 1966 (19de editie)  | Každý den odvahu                           | Evald Schorm             | Tsjecho-Slowakije                             |
| 1967 (20ste editie) | Terra em Transe                            | Glauber Rocha            | Brazilië                                      |
| 1968 (21ste editie) | I visionari                                | Maurizio Ponzi           | Italië                                        |
| 1969 (22ste editie) | Charles mort ou vif                        | Alain Tanner             | Zwitserland                                   |
| 1969 (22ste editie) | Szemüvegesek                               | Sándor Simó              | Hongarije                                     |
| 1969 (22ste editie) | Tres tristes tigres                        | Raúl Ruiz                | Chili                                         |
| 1969 (22ste editie) | V ogne broda net                           | Gleb Panfilov            | Sovjet-Unie                                   |
| 1970 (23ste editie) | End of the Road                            | Aram Avakian             | Verenigde Staten                              |
| 1970 (23ste editie) | Lilika                                     | Branko Pleša             | Joegoslavië                                   |
| 1970 (23ste editie) | Soleil O                                   | Med Hondo                | Frankrijk Mauritanië                          |
| 1970 (23ste editie) | Mujo                                       | Akio Jissoji             | Japan                                         |
| 1971 (24ste editie) | Les Amis                                   | Gérard Blain             | Frankrijk                                     |
| 1971 (24ste editie) | Hanno cambiato faccia                      | Corrado Farina           | Italië                                        |
| 1971 (24ste editie) | In punto di morte                          | Mario Garriba            | Italië                                        |
| 1971 (24ste editie) | Private Road                               | Barney Platts-Mills      | Verenigd Koninkrijk                           |
| 1971 (24ste editie) | Znaky na drodze                            | Andrzej Jerzy Piotrowski | Polen                                         |
| 1972 (25ste editie) | Bleak Moments                              | Mike Leigh               | Verenigd Koninkrijk                           |
| 1973 (26ste editie) | Iluminacja                                 | Krzysztof Zanussi        | Polen                                         |
| 1974 (27ste editie) | Tűzoltó utca 25.                           | István Szabó             | Hongarije                                     |
| 1975 (28ste editie) | Le fils d'Amr est mort                     | Jean-Jacques Andrien     | België                                        |
| 1976 (29ste editie) | Le Grand Soir                              | Francis Reusser          | Zwitserland                                   |
| 1977 (30ste editie) | Antonio Gramsci, i giorni di carcere       | Lino Del Fra             | Italië                                        |
| 1978 (31ste editie) | Oi tembelides tis eforis koiladas          | Nikos Panagiotopoulos    | Griekenland                                   |
| 1979 (32ste editie) | Sürü                                       | Zeki Ökten               | Turkije                                       |
| 1980 (33ste editie) | Maledetti vi amerò                         | Marco Tullio Giordana    | Italië                                        |
| 1981 (34ste editie) | Chakra                                     | Rabindra Dharmaraj       | India                                         |
| 1982 (35ste editie) | Geen prijs uitgereikt.                     | Geen prijs uitgereikt.   | Geen prijs uitgereikt.                        |
| 1983 (36ste editie) | Adj király katonát                         | Pál Erdőss               | Hongarije                                     |
| 1984 (37ste editie) | Stranger Than Paradise                     | Jim Jarmusch             | Verenigde Staten                              |
| 1985 (38ste editie) | Höhenfeuer                                 | Fredi M. Murer           | Zwitserland                                   |
| 1986 (39ste editie) | Jezioro Bodeńskie                          | Janusz Zaorski           | Polen                                         |
| 1987 (40ste editie) | O Bobo                                     | José Álvaro Morais       | Portugal                                      |
| 1988 (41ste editie) | Distant Voices, Still Lives                | Terence Davies           | Verenigd Koninkrijk                           |
| 1988 (41ste editie) | Schmetterlinge                             | Wolfgang Becker          | West-Duitsland                                |
| 1989 (42ste editie) | Dharmaga tongjoguro kan kkadalgun          | Bae Yong-kyun            | Zuid-Korea                                    |
| 1990 (43ste editie) | Sloetsjajnyj vals                          | Svetlana Proskoerina     | Sovjet-Unie                                   |
| 1991 (44ste editie) | Johnny Suede                               | Tom DiCillo              | Verenigde Staten                              |
| 1992 (45ste editie) | Qiu yue                                    | Clara Law                | Hongkong Japan                                |
| 1993 (46ste editie) | Azghyin ushtykzyn'azaby                    | Jermek Sjinarbajev       | Kazachstan                                    |
| 1994 (47ste editie) | Khomreh                                    | Ebrahim Forouzesh        | Iran                                          |
| 1995 (48ste editie) | Raï                                        | Thomas Gilou             | Frankrijk                                     |
| 1996 (49ste editie) | Nénette et Boni                            | Claire Denis             | Frankrijk                                     |
| 1997 (50ste editie) | Ayneh                                      | Jafar Pahani             | Iran                                          |
| 1998 (51ste editie) | Zhao Xiansheng                             | Lü Yue                   | China                                         |
| 1999 (52ste editie) | Peau d'homme cœur de bête                  | Hélène Angel             | Frankrijk                                     |
| 2000 (53ste editie) | Baba                                       | Wang Shuo                | China                                         |
| 2001 (54ste editie) | Alla rivoluzione sulla due cavalli         | Maurizio Sciarra         | Italië                                        |
| 2002 (55ste editie) | Das Verlangen                              | Iain Dilthey             | Duitsland                                     |
| 2003 (56ste editie) | Khamosh Pani                               | Sabiha Sumar             | Frankrijk Duitsland Pakistan                  |
| 2004 (57ste editie) | Private                                    | Saverio Costanzo         | Italië                                        |
| 2005 (58ste editie) | Nine Lives                                 | Rodrigo García           | Verenigde Staten                              |
| 2006 (59ste editie) | Das Fräulein                               | Andrea Štaka             | Duitsland Zwitserland                         |
| 2007 (60ste editie) | Ai no yokan                                | Masahiro Kobayashi       | Japan                                         |
| 2008 (61ste editie) | Parque vía                                 | Enrique Rivero           | Mexico                                        |
| 2009 (62ste editie) | She, a Chinese                             | Xiaolu Guo               | Frankrijk Duitsland Verenigd Koninkrijk       |
| 2010 (63ste editie) | Han Jia                                    | Li Hongqi                | China                                         |
| 2011 (64ste editie) | Abrir puertas y ventanas                   | Milagros Mumenthaler     | Argentinië Zwitserland                        |
| 2012 (65ste editie) | La Fille de nulle part                     | Jean-Claude Brisseau     | Frankrijk                                     |
| 2013 (66ste editie) | Història de la meva mort                   | Albert Serra             | Spanje Frankrijk                              |
| 2014 (67ste editie) | Mula sa kung ano ang noon                  | Lav Diaz                 | Filipijnen                                    |
| 2015 (68ste editie) | Right Now, Wrong Then                      | Hong Sang-soo            | Zuid-Korea                                    |
| 2016 (69ste editie) | Godless                                    | Ralitza Petrova          | Bulgarije Denemarken Frankrijk                |
| 2017 (70ste editie) | Mrs. Fang                                  | Wang Bing                | Frankrijk China Duitsland                     |
| 2018 (71ste editie) | Huan tu                                    | Yeo Siew Hua             | Singapore Frankrijk Nederland                 |
| 2019 (72ste editie) | Vitalina Varela                            | Pedro Costa              | Portugal                                      |
| 2020 (73ste editie) | Chocobar                                   | Lucrecia Martel          | Argentinië Verenigde Staten Denemarken Mexico |
| 2021 (74ste editie) | Seperti Dendam, Rindu Harus Dibayar Tuntas | Edwin                    | Indonesië Singapore Duitsland                 |
| 2022 (75ste editie) | Regra 34                                   | Julia Murat              | Brazilië Frankrijk                            |
| 2023 (76ste editie) | Mantagheye bohrani (Critical Zone)         | Ali Ahmadzadeh           | Iran Duitsland                                |